# کریس رنه
کریس رنه (انگلیسی: Chris Rene؛ زادهٔ ۲۵ دسامبر ۱۹۸۲) یک موسیقی‌دان اهل ایالات متحده آمریکا است. وی از سال ۱۹۹۵ میلادی تاکنون مشغول فعالیت بوده‌است.